# Шевченко Григорій Іванович
Шевче́нко Григо́рій Іва́нович (нар. 1781 — пом. 21 березня (2 квітня) 1825) — український селянин-хлібороб, стельмах і чумак, батько поета, художника та громадського діяча Тараса Григоровича Шевченка.

## Життєпис

### Походження і родина

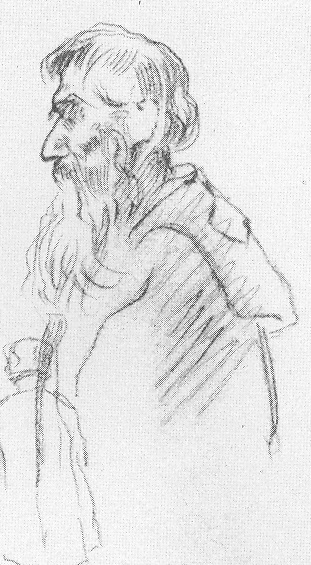
Батько Григорія — Іван Андрійович. Малюнок Тараса Шевченка. Олівець, травень 1843 р.

Григорій народився близько 1782 року в селі Кирилівка (нині — Шевченкове, Звенигородський район Черкаської області) у родині Івана Андрійовича Шевченка (1756—1849) та його дружини Агрипини Сергіївни (1758—1801). Був старшим серед семи дітей.
Після Другого поділу Речі Посполитої Правобережна Україна, в тому числі і с. Кирилівка, була окупована Російською імперією. Після окупації більшість населення було закріпачене, в тому числі і родина Шевченків. Тож майже все життя Григорій Іванович був селянином-кріпаком.
3 (15) листопада 1801 року в селі Моринці, у церкві Св. Івана Богослова, 19-річний Григорій одружився з 16-річною Катериною Якимівною Бойко, дочкою селян Якима Омеляновича Бойка і Параскеви Іванівни з села Моринці.
Подружжя мешкало у селі Кирилівка Звенигородського повіту Київської губернії, у хаті батька Григорія — Івана Шевченка.
Тут народилися:
- Катерина (20 листопада (2 грудня) 1804 — 11 (23) липня 1848);
- Параска (16 (28) жовтня 1806—16 (28) квітня 1807);
- Марія (30 березня (11 квітня) 1808—12 (24) лютого 1810).

Через дев'ять з половиною років після одруження подружжя переселилося у хату кріпака Федора Савовича Копія в с. Моринці, якого в цьому ж році поміщик Енгельгардт віддав у рекрути.
Тут народилися діти:
- Микита (16 травня (28 травня) 1811 — 25 січня (6 лютого) 1878);
- Тарас (25 лютого (9 березня) 1814 — † 26 лютого (10 березня) 1861).

Через постійне переслідування родини Шевченків з боку Копія, який втік з москалів і почав погрожувати Григорію Івановичу за те, що той мешкав в його хаті, у 1815 році родина повернулася до Кирилівки в хату Івана Андрійовича Шевченка, а згодом у хату, куплену в П. Тетерюка за 200 рублів «асигнаціями».
Тут народилися діти:
- Ярина 12 (24) травня 1816 — † 26 січня (7 лютого) 1865);
- Марія (26 січня (7 лютого) 1819 — † 1 (13) січня 1842) — осліпла в 3 роки, жила у брата Микити;
- Йосип (8 (20) квітня 1821 — † бл. 1878).

З усіх дітей збереглися лише могили старшої доньки Катерини в селі Зелена Діброва та сина Тараса в Каневі. Інші могили дітей Григорія і Катерини були знищені при будівництві сільськогосподарського технікуму в с. Кирилівка (Шевченкове).
20 серпня (1 вересня) 1823 року померла 38-річна дружина Катерина. Григорій залишається один з 5 дітьми, старша дочка Катерина на цей момент вже вийшла заміж за Антона Красицького і мешкала з чоловіком в с. Зелена Діброва.

### Другий шлюб
Через 47 днів після смерті дружини 7 (19) жовтня 1823 року Григорій Шевченко одружився вдруге з удовою Оксаною Терещенко з Моринців. У неї було троє дітей від першого шлюбу, які стали зведеними братом і сестрами дітям Григорія Івановича: Степан (1814 р.н.), Євдокія (1817 р.н.), Оксана (1819 р.н.).
Про життя Григорія з другою дружиною біограф О. Кониський зазначав: 
| «Порадившись з батьком Іваном, Григорій взяв з Моринець вдову Оксану Терещенчиху з трьома дітьми Оксана віком була ровесниця Григорію, вдачі суворої, сварливої. В родину свого другого чоловіка не принесла вона кохання тихого да життя спокійного; не заступила вона сиротам Шевченка рідної матері. Навпаки — з нею прийшла така сварка, така колотнеча, що справді, в хаті стало «неначе в пеклі»[3]. |
У другому шлюбі 22 липня (3 серпня) 1824 року народилася донька Марія, яка померла 25 березня (6 квітня) 1825 року. В записі про смерть 9 місячної Марії вказана причина смерті — натуральна.

### Освіта та діяльність
Григорій умів читати церковнослов'янською. Олександр Лазаревський зазначав: 
| «Батько Тараса Григоровича був грамотний і для свого середовища досить начитаний; розповідь його відзначалась релігійним характером; він любив переказувати житія святих і всіляких подвижників благочестя»[4]. |
Основною працею було хліборобство. Також працював стельмахом (майстром із виготовлення возів), іноді чумакував — возив товари до великих міст, зокрема Києва та Одеси. У таких подорожах його часто супроводжував малий Тарас. Про одну з таких мандрівок поет згодом згадав у поемі «Наймичка».

### Останні роки життя і смерть
21 березня (2 квітня) 1825 року у віці 43 років Григорій Іванович «не витерпів лихої долі, умер на панщині» у с. Кирилівка. Похований на сільському цвинтарі. Могила збереглася до наших днів.

Могила Григорія Шевченка в селі Шевченковому, колишній Кирилівці. Нині на території Шевченківського коледжу

Перед смертю батько залишив відоме передбачення: 
| «Синові Тарасу із мого хазяйства нічого не треба, він не буде абияким чоловіком: з його буде або щось дуже добре, або велике ледащо; для його мов наслідство або нічого не буде значить, або нічого не поможе»[5]. |

## Хата і двір Григорія Шевченка

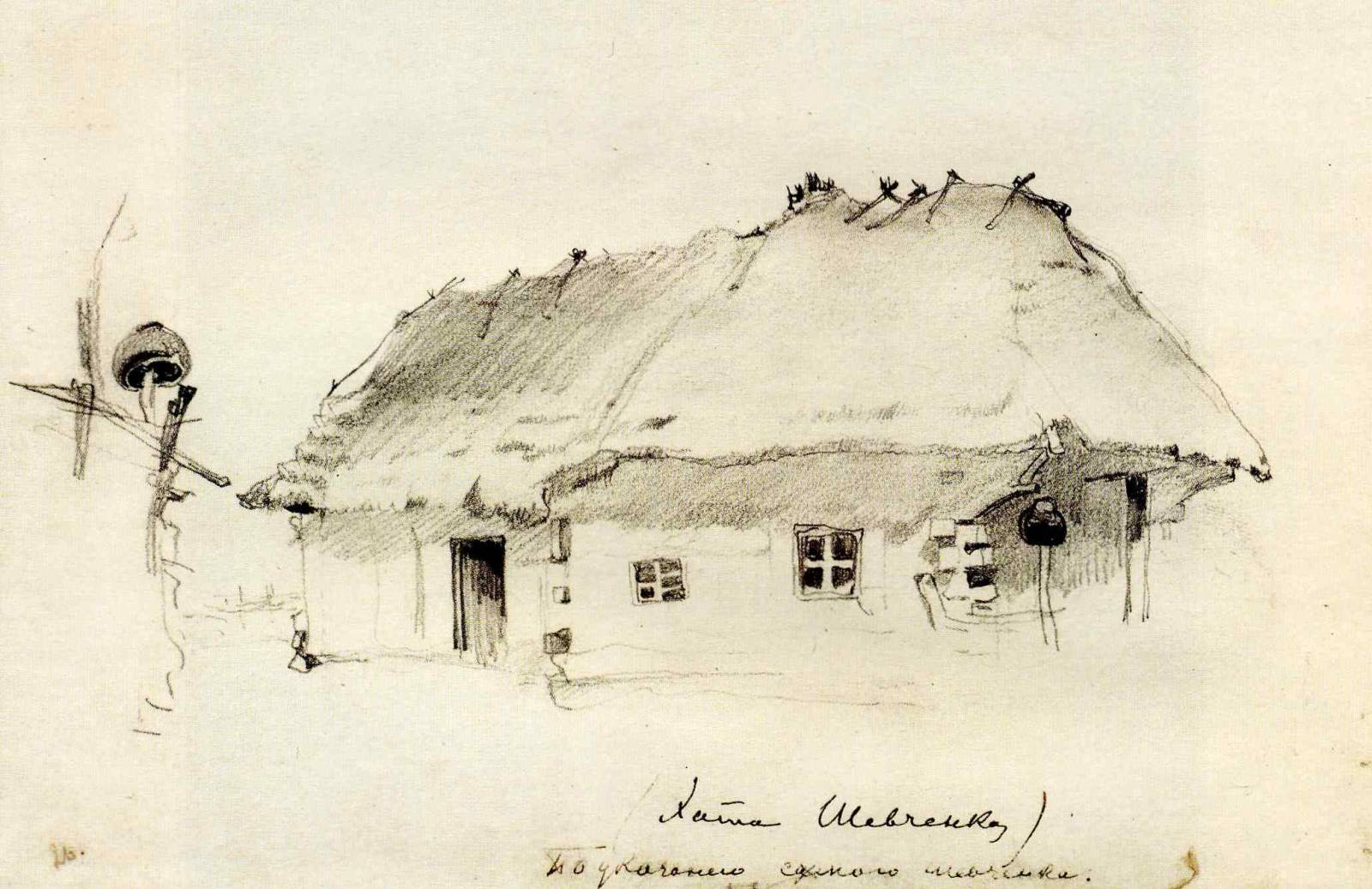
Хата Григорія Шевченка в Кирилівці. Малюнок 1843 р.

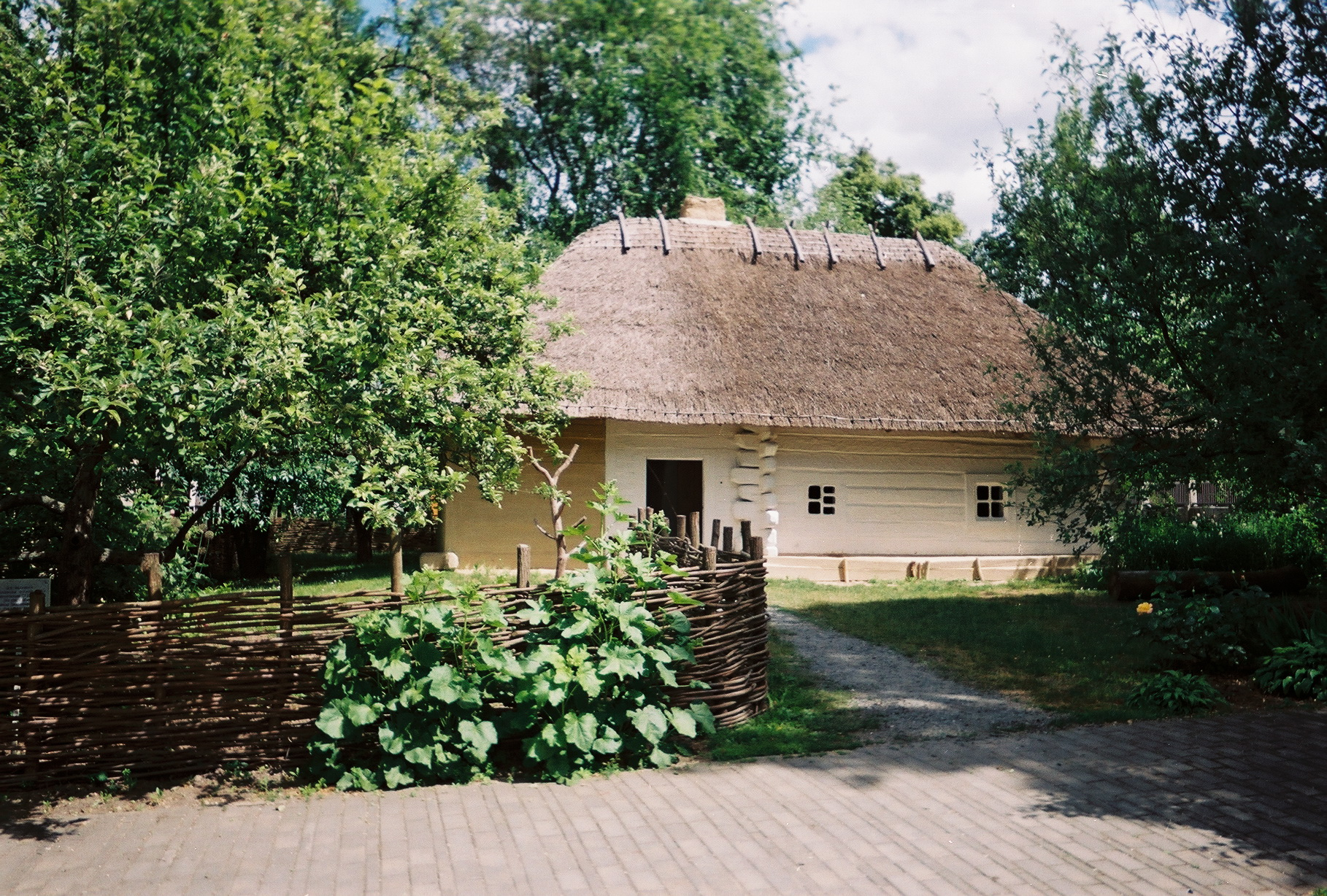
Реконструйована батьківська хата, де поет провів своє дитинство. Знаходиться на території Національного історико-культурного заповідника «Батьківщина Тараса Шевченка»

Про батьківську хату Тарас Шевченко згадує в повісті «Княгиня», написаній ним на засланні: 
| «…Передо мною наша бедная, старая белая хата, с потемневшею соломенною крышею и черным дымарем; а около хаты, на прычилку, яблоня с краснобокими яблоками, а вокруг яблони цветник, любимец моей незабвенной сестры, моей терпеливой, моей нежной няньки А у ворот стоит старая развесистая верба с засохшею верхушкою; а за вербою стоит клуня, окруженная стогами жита и разного всякого хлеба; а за клунею,по косогору, пойдет уже сад, за садом — левада; а за левадою — долина, а в долине тихий, едва журчащий ручеек, уставленный вербами и калиною и окутанный широколиственными, темно-зелеными лопухами»[6]. |
Саме в цій невеличкій хаті наприкінці свого життя мешкав Григорій Іванович з дружиною Оксаною і 9 дітьми (5 дітей від першої дружини, троє дітей від першого шлюбу Оксани Антонівни і їх спільна дочка Марія).
Про розміри самої хати пише біограф О. Кониський: 
| «Хата Шевченкових батьків, як знати по останкам печища і ін., що я бачив р. 1892, була невеличка, звичайна хата убогого селянина, ступнів 7–8 в довжину, до ступнів шести завширшки»[3]. |
Тобто хата була приблизно 6×4,5 м (1 ступінь = 0,7 м), площа такого будинку складала всього 27 м². Також треба зважити, що селянська хата тільки наполовину складалася з житлової площі (покої), а інша (комора) використовувалася для худоби і зберігання харчів та іншого цінного реманенту.
Хата ця в другій половині ХІХ ст. згоріла і на її місці був встановлений пам'ятний камінь з написом «Тут була хата Тараса Гр. Шевченка».

## Портрет Григорія Івановича Шевченка
Один із найзагадковіших і ціннісних рисунків, пов'язаний із дитинством і родиною Кобзаря — це ймовірний портрет його батька, Григорія Івановича Шевченка.
Цей малюнок виконаний тушшю на папері (розміри 13,8 × 5 см). Його датують 1829—1830 роками, коли молодий Тарас навчався у Вільно. Саме там і було знайдено цей портрет.
Під малюнком чорнилом зроблено напис не відомою особою: «Се мій батько». Цей напис став головною підставою вважати малюнок портретом Григорія Івановича Шевченка, виконаним його сином — майбутнім художником і поетом Тарасом Шевченком.
Також на звороті або під малюнком зберігся напис олівцем пізнішого походження: «Rys. Taras Szewczenko» (тобто: «Мал. Тарас Шевченко» польською мовою).
Портрет був вирізаний і наклеєний на білий картон, імовірно для збереження чи оформлення. У ХХ столітті він зберігався в приватних колекціях у Вільно, а згодом став музейною цінністю.
Уперше публічно малюнок було представлено на Шевченківській виставці у Львові у 1920 році. Зараз цей експонат зберігається в Національному музеї у Львові (інв. № 17071).

## Спадщина
Григорій Іванович Шевченко залишив по собі пам'ять як добрий батько, сумлінний трудівник, людина хороша й релігійна. Його вплив, хоч і непрямий, сформував характер і духовний світ Тараса Шевченка. Реконструйована хата і могила Григорія є частиною Національного заповідника «Батьківщина Тараса Шевченка» в с. Шевченковому.